# 尼庫紹爾·達恩
尼庫紹爾-丹尼尔·達恩（羅馬尼亞語：Nicușor-Daniel Dan，發音：[nikuˈʃor daniˈel dan]； 1969年12月20日—）是罗马尼亚政治人物、数学家和公民運動者。自2025年起担任罗马尼亚总统，他於2020年至2025年曾担任羅馬尼亞首都布加勒斯特市長。
他出生于布拉索夫縣弗格拉什，年轻时為数学家，在1998年於法國获得博士学位。返回羅馬尼亞後，達恩創立了布加勒斯特高等師範學校，吸引羅馬尼亞學生投入科學研究，他也因此成為一位公民運動人士。2015 年，他發起了拯救布加勒斯特聯盟，推動反貪腐與文化遺產保護運動，並因此踏入政壇。一年後，他共同創立了拯救羅馬尼亞聯盟，但於2017年因不滿該黨日益傾向進步派而退出，並偏好一個更保守、專注反貪腐的立場。
達恩自2016年起擔任眾議院議員，隨後於2020年當選為布加勒斯特首位無黨籍市長，並於2024年成功連任。他專注於公共基礎建設與政府透明化，儘管因建設工程延誤而面臨批評。
達恩在2025年以無黨籍身份參選羅馬尼亞總統，於首輪投票中獲得21%選票，並於5月的決選中對決罗马尼亚人团结联盟創始人喬治·西米翁。達恩堅定的親西方立場與對手的民族主義與疑欧態度形成鮮明對比。达恩最终在决选中赢得53.60%的选票，当选为新任总统。

## 早年生活和教育
他出生于布拉索夫縣弗格拉什，在高中時於1987年與1988年連續兩屆國際數學奧林匹亞競賽中獲得金牌，且皆取得滿分。他18時搬至布加勒斯特，並進入布加勒斯特大学數學系就讀。
1992 年，他前往法國深造，進入法國巴黎高等師範學院學習，並獲得碩士學位。1998 年，丹於巴黎第十三大学完成數學博士學位，師從克里斯多夫·蘇萊與丹尼爾·巴斯基。同年，他回到布加勒斯特，原因是對文化差異的感受與想要改變羅馬尼亞。
達恩是布加勒斯特高等師範學校的創辦人之一，亦為首任行政主任。該校仿效法國高等师范学院模式設立，隸屬於羅馬尼亞科學院研究所。

## 社會運動
1998年，達恩創立了「青年公民行動協會」(Asociația "Tinerii pentru Acțiune Civică")，他希望藉此聚集一千名渴望改變羅馬尼亞的年輕人，這也是他聲稱返回祖國的目標。儘管該協會未能實現其目標，但它確實在2000年和2002年為留學海外的年輕人舉辦了兩次論壇，吸引了數百人參與。作為這些論壇的成果，「Ad Astra」羅馬尼亞研究人員協會於2000年成立。

### 拯救布加勒斯特協會
達恩於2006年創立了「拯救布加勒斯特協會」(Asociația "Salvați Bucureștiul")，以回應當時布加勒斯特保護區內古建築被拆除、高樓林立，以及綠地面積不斷減少的問題。
2008年3月，該協會發表了《布加勒斯特，一場都市災難》報告，探討了布加勒斯特的問題及解決方案。同年選舉期間，該協會與其他非政府組織共同起草了《布加勒斯特公約》，所有布加勒斯特市長候選人均簽署了該公約。2012年愚人節，達恩公佈了一份名單，列出了當選布加勒斯特市長索林·奧普雷斯庫未兌現的100項選舉承諾，其中包括《布加勒斯特公約》。
該協會參與了多宗訴訟，並成功贏得了23宗針對布加勒斯特地方當局的案件。其中包括取消一個原計劃在蒂內雷圖盧伊公園佔地7公頃興建水上樂園的項目，成功保護了位於基塞萊夫路45號的多棟歷史建築免遭拆除，以及取消了一個在勝利大道的什蒂爾貝伊宮頂部加建玻璃建築的項目。
該協會亦成功推動在2009年對都市規劃法進行了一些修訂。

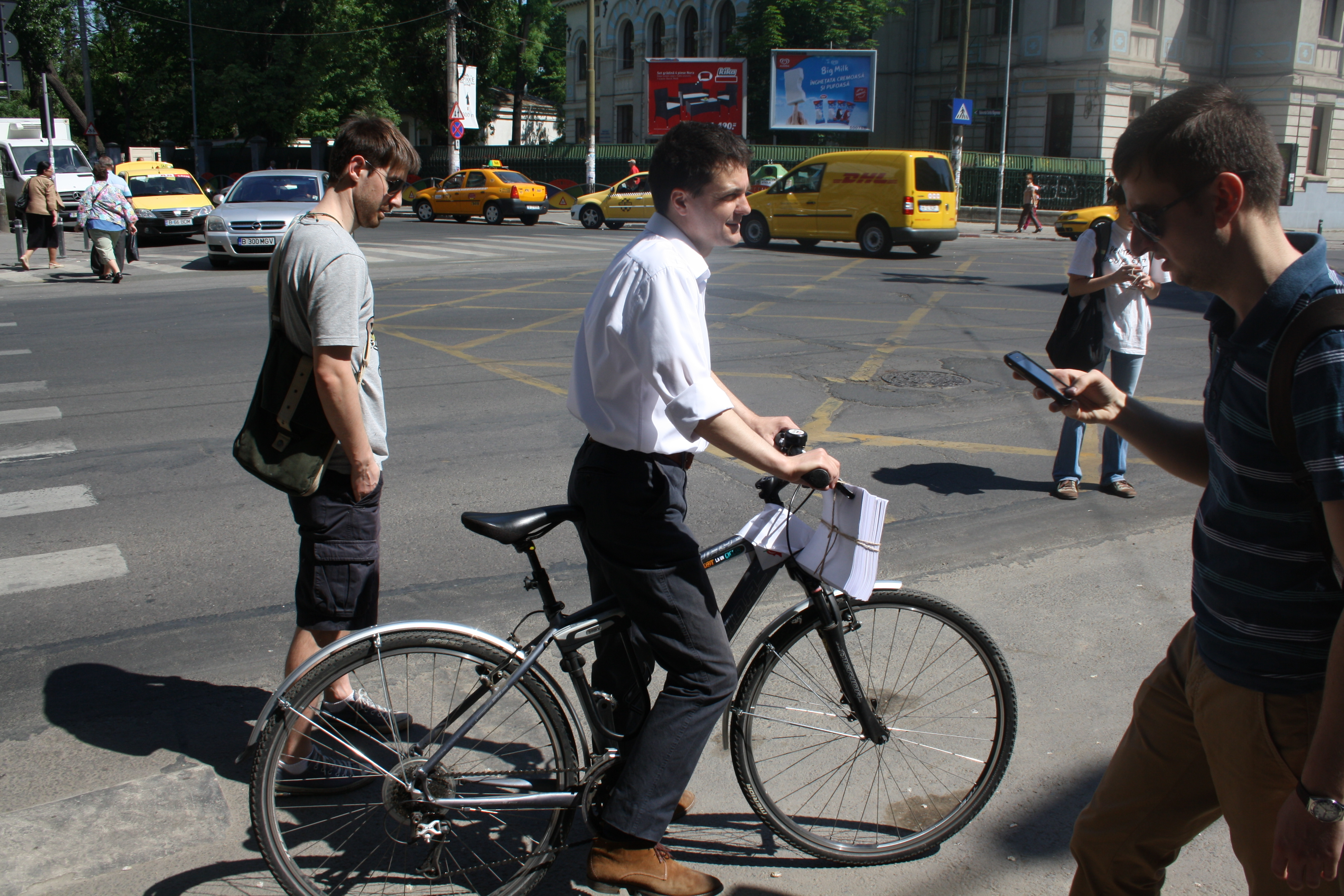
達恩於2012年競選布加勒斯特市長期間踏單車宣傳

## 早期政治生涯

### 2012年地方選舉
2011年11月，達恩在阿瑟·維羅納街的一家咖啡館宣佈參選布加勒斯特市長，當時僅有少數嘉賓出席，包括歷史學家兼國會議員特奧多爾·帕леологу。

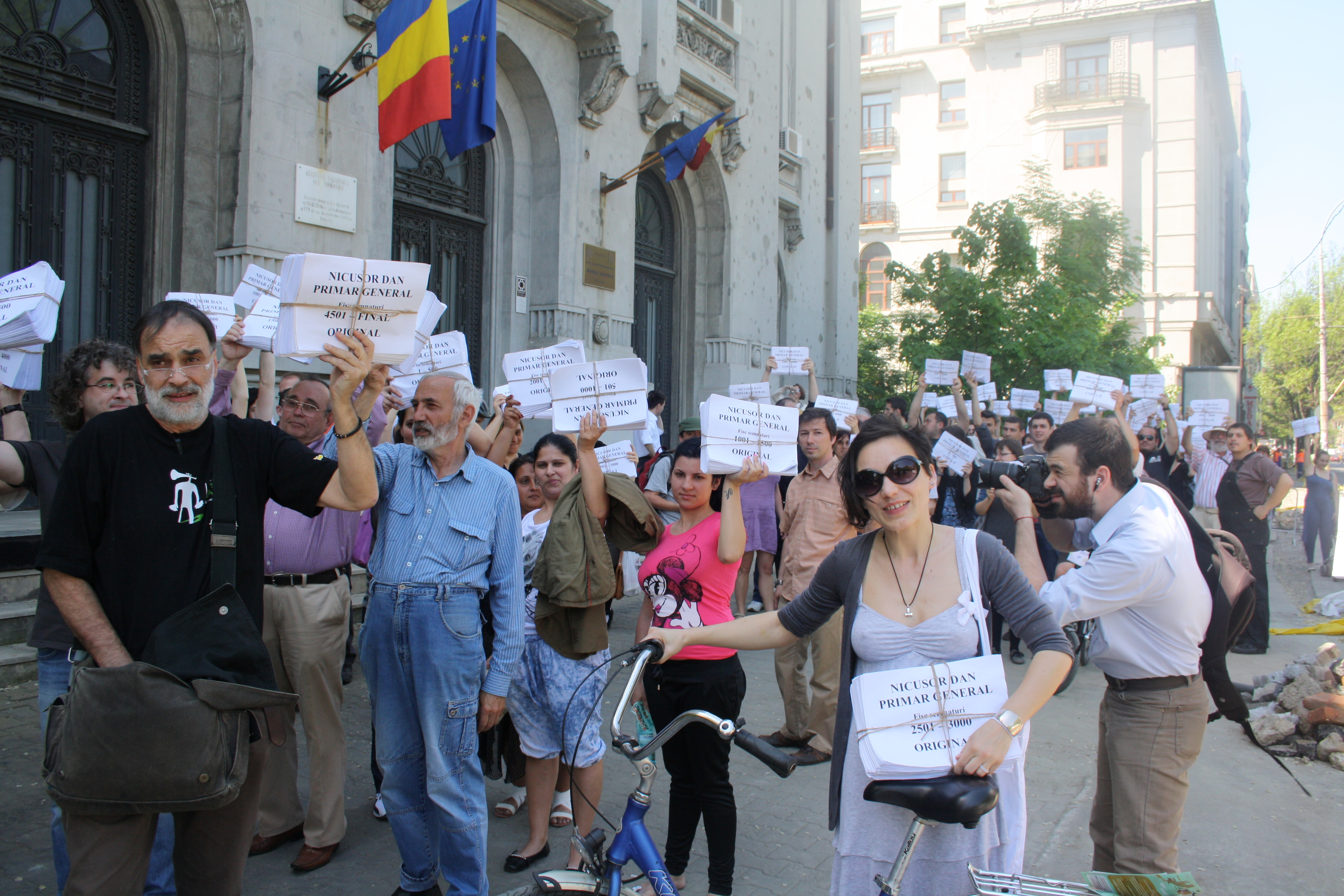
達恩競選活動的義工將簽名送往選舉局

由於沒有政黨支持，他依靠在Facebook上組織的義工網絡，收集了參選所需的36,000個簽名。4月22日，15個樂隊和音樂家在羅馬競技場 (布加勒斯特)為達恩的競選活動進行了公益演出，以協助他收集簽名。在長達12小時的音樂會期間，義工們收集了4,000個簽名。

#### 政治立場與政綱
他提出的項目包括在布加勒斯特現有鐵路線上建設輕軌基礎設施，建立優先處理公共交通的交叉路口基礎設施，加固可能受地震影響的建築物，保護城市綠地並清除公園內的違章建築。
達恩認為，必須通過將布加勒斯特打造成資訊科技、創意產業和高等教育的區域樞紐，吸引整個地區的投資者和技術人才，以鼓勵年輕人留在城市。

#### 支持與對其參選的意見
他獲得了安德烈·普列蘇的支持，普列蘇認為達恩是唯一一位關心布加勒斯特建築並且不支持任何烏托邦式倡議的候選人。他亦獲得政治學家兼歐洲議會議員克里斯蒂安·普雷達的支持。
達恩獲得了一些記者的支持，他們在多家報章的社論中撰文評論他：《真理報》的安德烈·克勒丘恩 (Andrei Crăciun) 視他為「一位未被不應得財富的庸俗油脂所玷污的堂吉訶德」和「一位反抗體制的人」。《思想報》總編輯弗洛林·內格魯齊烏 (Florin Negruțiu) 認為他是布加勒斯特一位「非典型候選人」，是知識分子的模範候選人；然而，該記者認為達恩沒有機會成為市長，因為他是一位「太嚴肅」的候選人，難以吸引大眾。自由歐洲電台的內庫萊·康斯坦丁·蒙泰亞努寫道，他支持達恩是因為他無私地關心布加勒斯特，而他的對手們則是「喜劇演員」，人們可以「欣賞他們的虛偽、滑稽和無能」。

### 2016年地方選舉
2015年，達恩將拯救布加勒斯特聯盟 (USB) 註冊為政黨後，再次於2016年競選布加勒斯特市長。這次選舉採用單輪投票制。他獲得了30.52%的總票數，輸給了獲得42.97%總票數的社會主義候選人加布里埃拉·菲雷亞。
在這次選舉中，達恩成功吸引了年輕選民，其選民中超過一半在40歲以下。一些USB的分區市長候選人在各自的競選中也表現良好，證明了USB作為未來政治力量的可行性。

### 拯救羅馬尼亞聯盟
為了利用在地方選舉中獲得三分之一選票的勢頭，達恩在2016年地方選舉後不久宣佈，拯救布加勒斯特聯盟將更名為拯救羅馬尼亞聯盟 (USR)，並將其重點轉向全國舞台。他還宣佈了新政黨參加當年議會選舉的計劃。
由達恩領銜，USR在參議院選舉中獲得8.92%的選票，在眾議院選舉中獲得8.87%的選票，成為羅馬尼亞第三大黨。這一結果也意味著達恩成為眾議院議員。

#### 離開USR
2017年，反同性婚姻的非政府組織家庭聯盟成功收集到足夠簽名，以組織一次公投，旨在修改羅馬尼亞憲法中關於婚姻的部分，希望將其重新定義為「一男一女之間的結合」。這在USR內部造成了分歧，進步派希望USR成為唯一反對該倡議的議會政黨，而達恩則認為USR不應介入這場辯論，黨應對進步派和保守派保持開放。隨後黨內進行了一次內部公投，52.7%的成員投票決定該黨反對修憲倡議，導致達恩於2017年6月1日辭去黨籍。他解釋反對全國委員會投票的原因包括宗教問題、偏離反腐敗這一主要黨綱的危險，以及他拒絕屬於一個將自身定義為公民自由政黨的黨派。

### 獨立身份
從USR辭職後，達恩繼續以獨立身份擔任眾議院議員。
由於羅馬尼亞選舉法的一個特殊規定，USR在嘗試與自由、統一和團結黨 (PLUS) 合法註冊他們的聯盟時，需要他的簽名。為了幫助他以前的政黨，2019年3月，達恩短暫地重新加入USR成為普通成員，提供了必要的簽名，然後第二次辭職。

## 布加勒斯特市長 (2020年至2025年)

### 2020年地方選舉
2019年5月，他宣佈計劃再次以獨立身份競選布加勒斯特市長。達恩提到，雖然他希望其參選能得到其他反對黨的支持，但他不會與另一位共同候選人競爭，不願分散反對派的選票。
他最終獲得了USR和國家自由黨 (PNL)的支持。在點算了95%的選票後，部分結果顯示他以42.8%的得票率贏得了市長選舉。出口民調顯示他勝選後不久，他便宣佈勝利。2020年10月5日，中央選舉局確認他為新任布加勒斯特市長，以42.81%的相對多數票擊敗了前任市長加布里埃拉·菲雷亞 (37.97%)。

### 2024年地方選舉
在執政聯盟國家自由黨 (PNL)和社會民主黨 (PSD)決定於2024年6月舉行選舉後，達恩再次以獨立身份參選市長，爭取新任期。這次，他獲得了USR (拯救羅馬尼亞聯盟) 的支持，同時也得到了另外兩個小黨的支持：人民運動黨 (PMP)和由前PNL領導人盧多維克·奧爾班領導的右翼力量 (FD)。奧爾班在2021年輸掉黨主席選舉給時任總理弗洛林·克楚後離開了PNL；這三個政黨組成了右翼團結聯盟 (ADU)，正式成為由PSD和PNL組成的羅馬尼亞國家聯盟 (CNR)的全國反對派。此外，由前PLUS領導人達契安·喬洛什領導的更新羅馬尼亞歐洲計劃黨 (REPER)也支持達恩，但並非ADU成員。
選舉於2024年6月9日與羅馬尼亞歐洲議會選舉同時舉行，這是CNR當年早些時候做出的一項具爭議性的舉動。直到最後一刻，選情都被認為非常緊湊，但出口民調顯示結果壓倒性地有利於達恩，他以45%的總票數獲勝，並宣佈自己是競選的勝利者。點票結束後，達恩以約48%的總票數明顯勝出，比2020年同樣的亞軍加布里埃拉·菲雷亞的票數多出一倍以上。菲雷亞以22%的得票率位居第二，其次是前第五區區長克里斯蒂安·波佩斯庫·皮耶多內 (16%) 和PNL候選人兼該黨布加勒斯特分支主席塞巴斯蒂安·布爾杜雅 (7.6%)。
在他的勝選演說中，達恩宣佈打算為布加勒斯特組織兩次公投，一次是關於將更多建築許可權力集中到布加勒斯特總市長手中，這是他競選期間一個非常重要的主題；另一次是關於將更多財政資金分配給總市長而非各區區長。兩次公投都計劃與議會選舉同日舉行，以「減少單獨選舉的組織成本」，達恩如是說。

#### 統一廣場事件
2024年10月14日午夜左右，第四區區長丹尼爾·伯盧策 (PSD) 宣稱，中央統一廣場的地基因年代久遠已構成公共危險，並派遣多名建築工人和第四區地方警察前往統一公園，準備開始地基的物理加固工程。得知此事後，達恩於同日上午親自與其工作人員及布加勒斯特地方警察前往廣場，要求在場工人以缺乏許可、涉嫌違法為由停止施工。據稱，該區區長未等待取得所有施工許可便著手進行地基工程，包括未獲Metrorex和Apa Nova (布加勒斯特自來水及污水處理機構，因登博維察河流經統一廣場中心而涉及其中) 的許可。另有指控稱，該區區長意圖倉促施工以侵吞撥款。
達恩及其團隊抵達施工現場後，第四區地方警察，包括其後涉嫌貪腐的局長克里斯蒂安·皮斯勒，阻止他們進入工地，隨後發生小規模混亂，人群互相推擠。之後，皮斯勒撥打112報警，指控市長煽動暴力和非法行為。達恩本人則致電國家警察，經過一番交涉後離開公園，以取回證明布加勒斯特市政廳有絕對權力調查該工程的文件，因為該地段屬於市政廳而非第四區的財產。達恩帶著文件和一些推土機返回後，準備拆除工地周圍的圍欄並拆除建築工程。第四區地方警察再次阻止推土機進入，一些警員對推土機操作員進行辱罵和肢體攻擊。布加勒斯特廣大市民認為，這證明了這些警員是第四區運動員幫的成員，該組織是羅馬尼亞黑手黨的一個分支，主要在布加勒斯特南部活動，長期以來被懷疑與丹尼爾·伯盧策本人有勾結。據報導，混亂中有兩人受傷，但這些報導被廣泛忽視，因為它們被視為旨在嫁禍於達恩的假消息。
最終，在羅馬尼亞總理馬切爾·喬拉庫介入後，丹尼爾·伯盧策讓步，命令建築工人和警察撤退。建築工地於翌日被拆除，達恩隨即展開調查。他再次提及限制各區區長權力、將更多權力集中於布加勒斯特市長的公投，這是他在地方選舉中連任後作出的承諾，並表示布加勒斯特市政總理事會將於10月21日開會宣佈公投的後續日期。

## 總統選舉
統一廣場事件後，達恩在布加勒斯特普羅大眾中的聲望進一步提升，被譽為對抗國內普遍貪腐的堡壘，也是唯一能有效對抗PSD-PNL聯盟的人物。這引發了關於他可能在下屆選舉中競選總統的猜測。12月16日，他宣佈參選2025年羅馬尼亞總統選舉，此前2024年選舉因俄羅斯干預第一輪勝出者克林·杰奥尔杰斯库而被宣告無效。

達恩與西米翁於2025年5月8日進行的唯一一次電視辯論

他的宣佈令許多人感到意外，因為他先前曾表示，在選舉前至少會再擔任一屆布加勒斯特市長，並稱「至少需要兩到三屆任期才能把布加勒斯特的一切都做好。」這一計劃的改變也導致他與前支持者埃列娜·拉斯科尼鬧翻，後者在被宣告無效的2024年選舉第一輪中位居第二。普遍認為，拉斯科尼和達恩吸引了相似的選民群體，兩者都針對自由派、進步派、溫和派、親歐派以及反PSD/反PNL陣營。因此，他們同時參選可能分散了這一選民基礎。憲法法院於3月16日確認了他的參選資格，同時也確認了西米翁和維克多·蓬塔的參選資格。3月22日，一次隨機抽籤將達恩排在選票上候選人名單的末尾。
達恩在5月4日的第一輪投票中以20.99%的得票率位居第二。5月18日，他在決勝輪中面對西米翁，並以53.6%的得票率贏得總統職位。

## 總統任期

### 就職典禮

現任總統尼庫紹爾·達恩的官方相像

5月26日，羅馬尼亞總統就職典禮在科特羅切尼宮舉行。達恩在就職演說中表示，羅馬尼亞國家需要「根本性的改變」，並對其制度施加「正向的壓力」以推動改革，並承諾解決羅馬尼亞的經濟問題，同時也承認「羅馬尼亞政府的支出超出了其承受能力」。他還承諾要成為一位「傾聽社會聲音」的總統。達恩也強調，將支持設立一個保障基金以促進羅馬尼亞對摩爾多瓦的投資，並推動文化與學術交流的擴展。
與此同時，與達恩陪伴20年的伴侶米拉貝拉·格拉迪納魯成為了第一夫人，這是一個非官方的頭銜。

### 政府組成
達恩上任最初數週的主要特徵是政府組閣談判。在競選期間，達恩曾支持博洛讓出任總理。然而，社民黨代理黨魁索林·葛林多努則主張，由於社民黨是擬議聯合政府中最大政黨，應該由其掌握總理職位。
他建議採取與2021年政治危機時相似的「輪替制總理」方案，即由自由黨的尼古拉·丘克內閣任期後，交由喬拉庫內閣的接任安排。然而，達恩反對這一方案，認為應建立一個穩定的政府。
6月12日，《真理報》報導，政府組閣談判日益緊張，並有內部消息洩漏至媒體。至6月15日，記者克里斯蒂安·都鐸·波佩斯庫批評社民黨因不接受博洛讓出任總理而使談判陷入僵局。新總理任命的最後期限為6月20日，否則政府將失去權力。6月16日，總統達恩暗示將於該週稍後任命博洛讓為總理。
隔日，達恩與社民黨的聯合協議獲得確認，其中規定博洛讓將出任總理，但需於2027年將職位交由社民黨成員接任。博洛讓於6月20日正式被提名，並於三天後在眾議院以301票贊成對9票反對的結果獲得確認。

## 選舉紀錄
| 選舉                     | 選舉區                 | 所屬政黨           | 得票數    | 得票率 | 當選標記 | 備註 |
| ------------------------ | ---------------------- | ------------------ | --------- | ------ | -------- | ---- |
| 2012年布加勒斯特市長選舉 | 布加勒斯特             | 無黨籍             | 66,649    |        |          |      |
| 2016年布加勒斯特市長選舉 | 布加勒斯特             | 拯救布加勒斯特聯盟 | 175.119   | 30.52% |          |      |
| 2016年羅馬尼亞國會選舉   | 眾議院比例代表         | 拯救羅馬尼亞聯盟   | 625,154   | 8.87   |          |      |
| 2020年布加勒斯特市長選舉 | 布加勒斯特             | 無黨籍             | 282,631   | 42.82  |          |      |
| 2024年布加勒斯特市長選舉 | 布加勒斯特             | 無黨籍             | 352,734   | 47.94% |          |      |
| 2025年羅馬尼亞總統選舉   | 2025年羅馬尼亞總統選舉 | 無黨籍             | 1,979,767 | 20.99% | 首輪選舉 |      |
| 2025年羅馬尼亞總統選舉   | 2025年羅馬尼亞總統選舉 | 無黨籍             | 6,168,642 | 53.66% | 次輪選舉 |      |

## 政治立場

### 地緣政治取向
達恩一貫倡導親西方觀點，強調羅馬尼亞融入歐洲聯盟和北約是國家安全和經濟發展的基石。
在其2025年總統競選中，達恩將自己定位為西方民主價值的堅定捍衛者；他支持北約在羅馬尼亞的駐軍，尤其是在俄羅斯入侵烏克蘭的背景下，這與喬治·西米恩的民族主義和歐洲懷疑主義形成鮮明對比。
然而，達恩因與商人馬泰·佩恩的關係而受到指控，後者被指與俄羅斯和白俄羅斯公司及寡頭有關聯。佩恩的公司 BAC Financial Advisory SRL 於2011年通過俄羅斯VTB銀行和 Alpha Capital Partners 從新聞集團手中收購了 Getica OOH。據稱，佩恩曾吹噓資助白俄羅斯領導人亞歷山大·盧卡申科，並發表言論質疑2014年西方對俄羅斯的制裁，讚揚俄羅斯東正教的「神秘主義」，並懷疑烏克蘭的橙色革命和克里米亞被吞併的合法性。

### LGBT權益
2000年，達恩在《舊困境》雜誌上發表文章，表示反對「同性戀行為在羅馬尼亞公共場所的展示」，形容其為「對傳統價值觀」和「合法集體認同」的攻擊。這些言論在他政治生涯起飛後重新浮出水面，尤其是在他廣為人知的離開USR期間。達恩多次與自己先前的言論保持距離，聲稱自己並非恐同，且他對此事的看法在隨後幾年有所改變。

### 被指控與安全局合作
2024年5月，地方選舉前夕，一份據稱是1988年7月的安全局文件浮出水面，詳細描述了達恩與壽西斯古政權秘密警察的合作。該文件包含達恩提供的關於他參加1987年和1988年國際數學奧林匹克競賽的高中同學的資訊。
達恩否認其真實性，聲稱他當時與當局接觸極少。PSD領導人兼總理馬切爾·喬拉庫質疑該文件的可信度，指出其行文異常精煉。國家研究安全局檔案委員會 (CNSAS) 認定該文件為偽造，理由是日期錯誤、表達方式非典型，以及書寫風格與安全局使用的打字機不符，包括缺乏當時真確文件中常見的變音符號。

## 個人生活
達恩與其長期伴侶米拉貝拉 (Mirabela) 同住，後者是雷諾公司高層。他們於2016年5月育有一女，並於2022年5月育有一子。

## 外部連結
- 尼庫紹爾·達恩網站
- Salvați Bucureștiul (拯救布加勒斯特) 協會
- Păun, Carmen.  [怪傑挑戰羅馬尼亞建制派。一位致力於從開發商和政客手中拯救布加勒斯特的數學家，其不可思議的競選活動]. Politico. 2016-06-03  [2020-09-27] （英语）.
- VIAF 45153124238924490799